# Олейник, Павел Станиславович
Павел Станиславович Олейник (укр. Павло Станіславович Олійник; род. 1989) — украинский спортсмен по вольной борьбе, Мастер спорта Украины международного класса.

## Биография
Родился 21 февраля 1989 года в городе Хмельницком Украинской ССР.
Борьбой начал заниматься с 6 лет, пойдя по стопам старшего брата. Окончил среднюю школу № 10 Хмельницкого и продолжил своё образование в Каменец-Подольском государственном университете им. Ивана Огиенко.
Первым тренером Павла был Тарадай Николай Петрович (с 1997 года). Затем тренировался у Александра Паникара (с 2006 года), Григория Данько (с 2012 года) и Анатолия Паламарева. Выступает за киевский клуб «Эпицентр».
В 2013 году был награждён орденом Даниила Галицкого.

## Спортивные достижения
Павел Олейник был победителем Кубка Украины 2009 и 2010 годов. На Кубке Мира 2010 года занял шестое место. Становился бронзовым и серебряным призёром чемпионата Европы и дважды бронзовым призёром чемпионата мира. На Универсиаде 2013 года в Казани завоевал серебряную медаль.